# Gornja Jutrogošta
Gornja Jutrogošta (cyr. Горња Јутрогошта) – wieś w Bośni i Hercegowinie, w Republice Serbskiej, w mieście Prijedor. W 2013 roku liczyła 154 mieszkańców.